# Kenny Williams
Alan Niddrie (* 1993 in Glasgow, Schottland) ist ein schottischer Wrestler. Er stand zuletzt bei der WWE unter Vertrag und trat regelmäßig in deren Show NXT UK auf.

## Wrestling-Karriere

### Diverse Independent Promotions (seit 2013)
Williams gab sein Debüt am 25. Mai 2013 in einem Tag Team Match mit Chris Rampage, sie verloren gegen Jack Jester und Mikey Whiplash. Williams und Rampage verloren das Match, was bedeutete, dass Jester und Whiplash die Tag-Team-Meisterschaft behalten konnten. Am 13. September 2014 debütierte Williams in einem Triple Threat Match mit El Ligero und Joey Hayes, das Match konnte er jedoch nicht gewinnen. Am 21. Juli 2014 gewann er den PWE Heavyweight Championship von Joe Hendry. Im Jahr 2014 und 2015 gewann er das King of Cruisers Turnier bei Premier British Wrestling. Am 4. April 2015 gewann Williams in einem Fatal Four Way Match die Open Weight Championship. Hierfür besiegte er Davey Blaze, Liam Thompson und Noam Dar. Am 14. November 2015 gewann Kenny Williams zusammen mit Grado die PBW Tag Team Championship. Hierfür besiegten sie Darkside und TJ Rage.

### World Wrestling Entertainment (2018–2022)
In der Ausgabe von 205 Live vom 15. Mai 2018, bestritt Williams ein Fatal Four Way Match gegen TJ Perkins, Kalisto und Tyler Bate, das Match konnte er jedoch nicht gewinnen. Am 16. Mai 2018 wurde bekannt gegeben, dass er Teil des bevorstehenden United Kingdom Championship Tournament wird. Er verlor in der ersten Runde des Turniers gegen Dave Mastiff. Seitdem bestritt er vereinzelt Matches für NXT UK, welche er größtenteils verlor.
Im Oktober 2020 nahm er an einem Turnier teil, um den ersten NXT UK Heritage Cup Champion zu krönen. Er verlor jedoch bereits in der ersten Runde gegen Trent Seven. Am 18. August 2022 wurde bekannt gegeben, dass sie von der WWE entlassen wurde.

## Titel und Auszeichnungen
- British Championship Wrestling
  - BCW Openweight Championship (1×)

- Insane Championship Wrestling
  - ICW Zero-G Championship (3×)

- Premier British Wrestling
  - PBW Tag Team Championship (1×) mit Grado
  - King of Cruisers (2014 und 2015)

- Pro Wrestling Elite
  - PWE Heavyweight Championship